# اعتراضات ۲۰۲۰–۲۰۲۱ بلاروس
اعتراضات ۲۰۲۰–۲۰۲۱ بلاروس (انگلیسی: 2020–2021 Belarusian protests) اعتراضاتی مردمی در بلاروس بود که به انقلاب دمپایی موسوم شد و شامل مجموعه‌ای از اعتراض‌های خیابانی علیه دولت اقتدارگرای الکساندر لوکاشنکو رئیس‌جمهور فعلی بلاروس بود. این تظاهرات، بخشی از جنبش دمکراسی بلاروس به‌شمار می‌رود، این جنبش در جریان انتخابات ریاست‌جمهوری ۲۰۲۰ بلاروس آغاز شد، که در آن لوکاشنکو برای ششمین دوره رئیس‌جمهور می‌شود.
معترضان با آزار خشونت‌آمیز مقامات رو به رو شدند. بیانیه ای از کمیساریای عالی حقوق بشر سازمان ملل متحد در ۱ سپتامبر از بیش از ۴۵۰ مورد مستند بدرفتاری بازداشتی‌ها، و نیز گزارش سوءاستفاده جنسی و تجاوز یاد کرد.

## نگارخانه

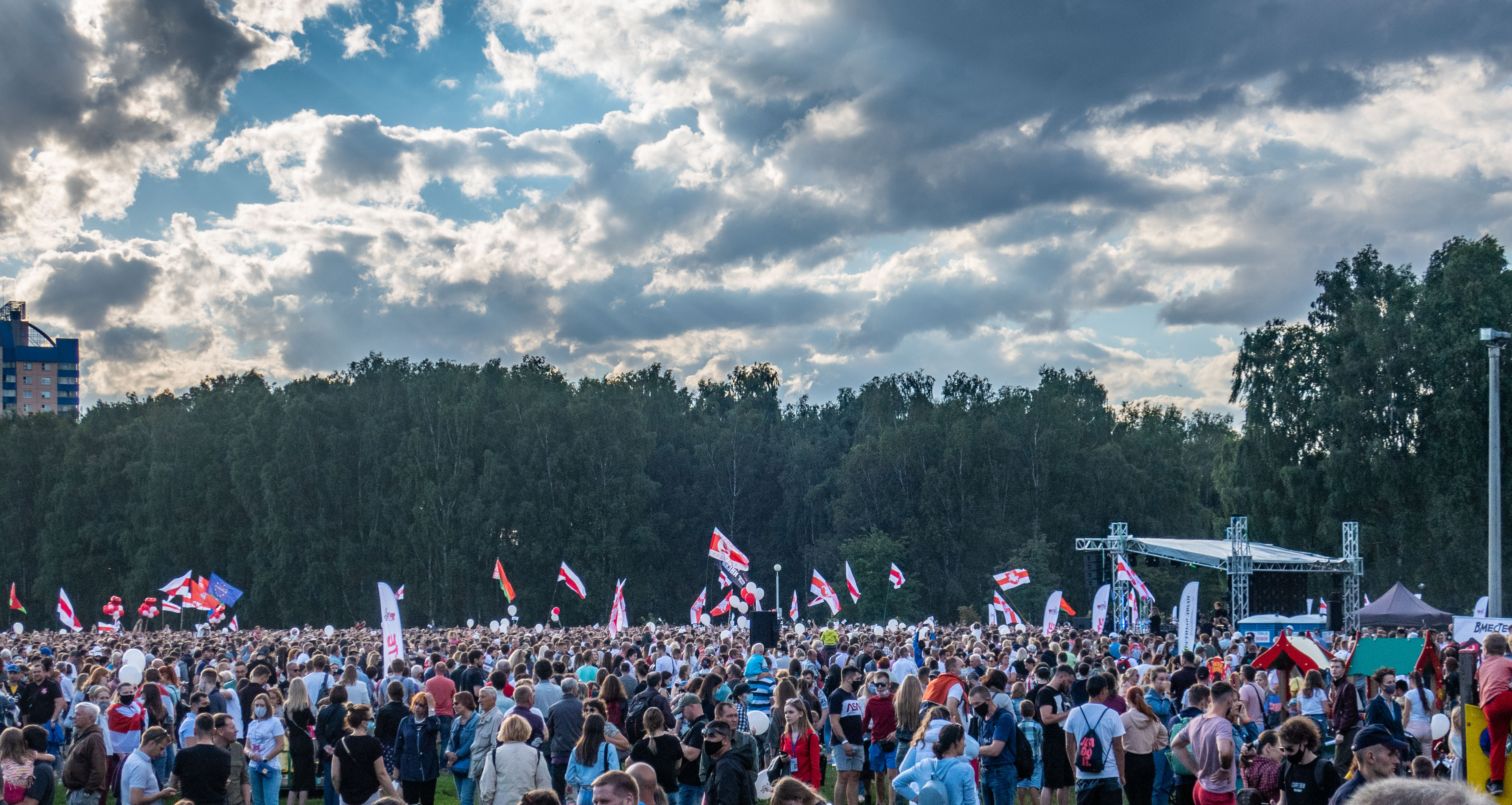
تظاهرات ۳۰ ژوئیه
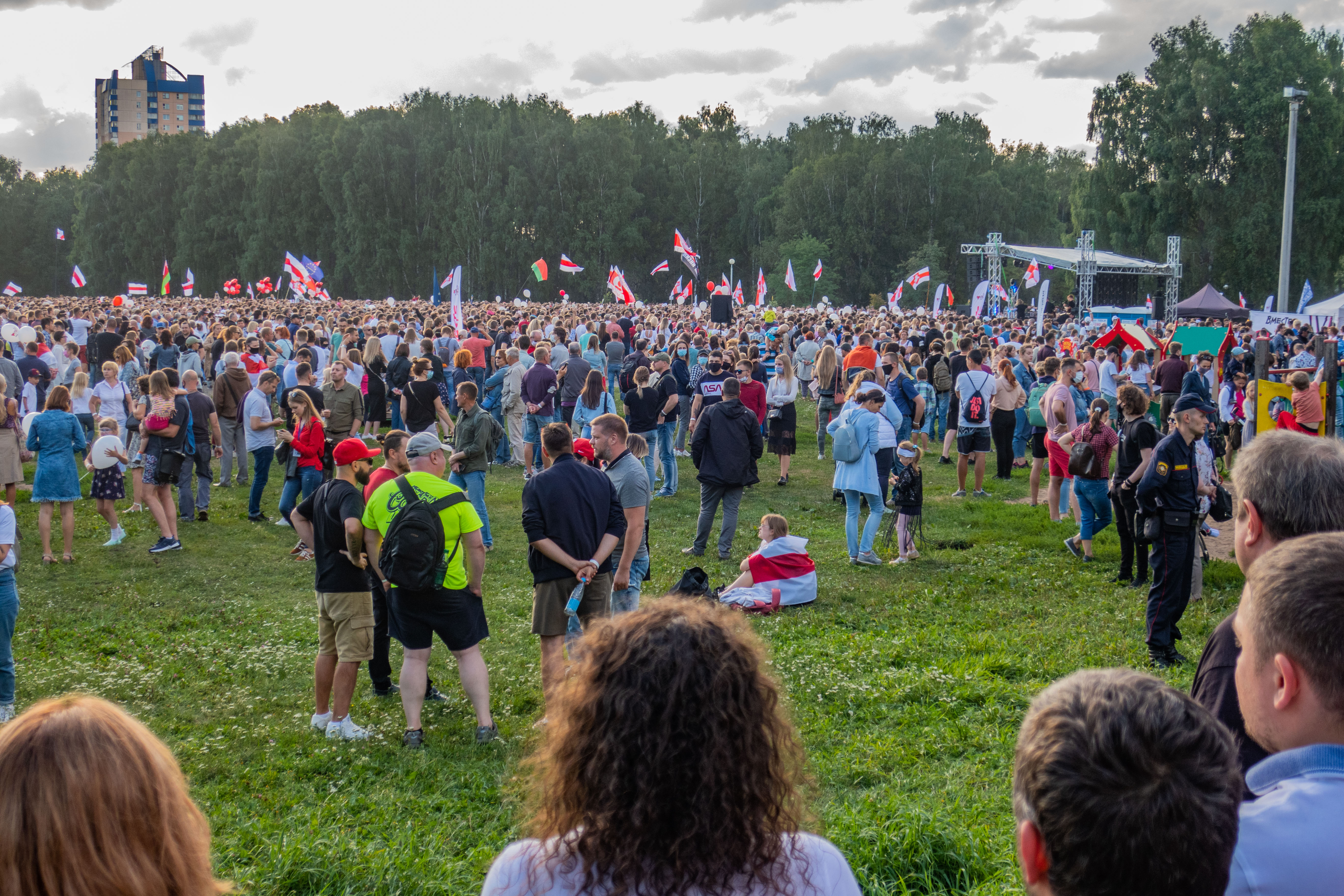
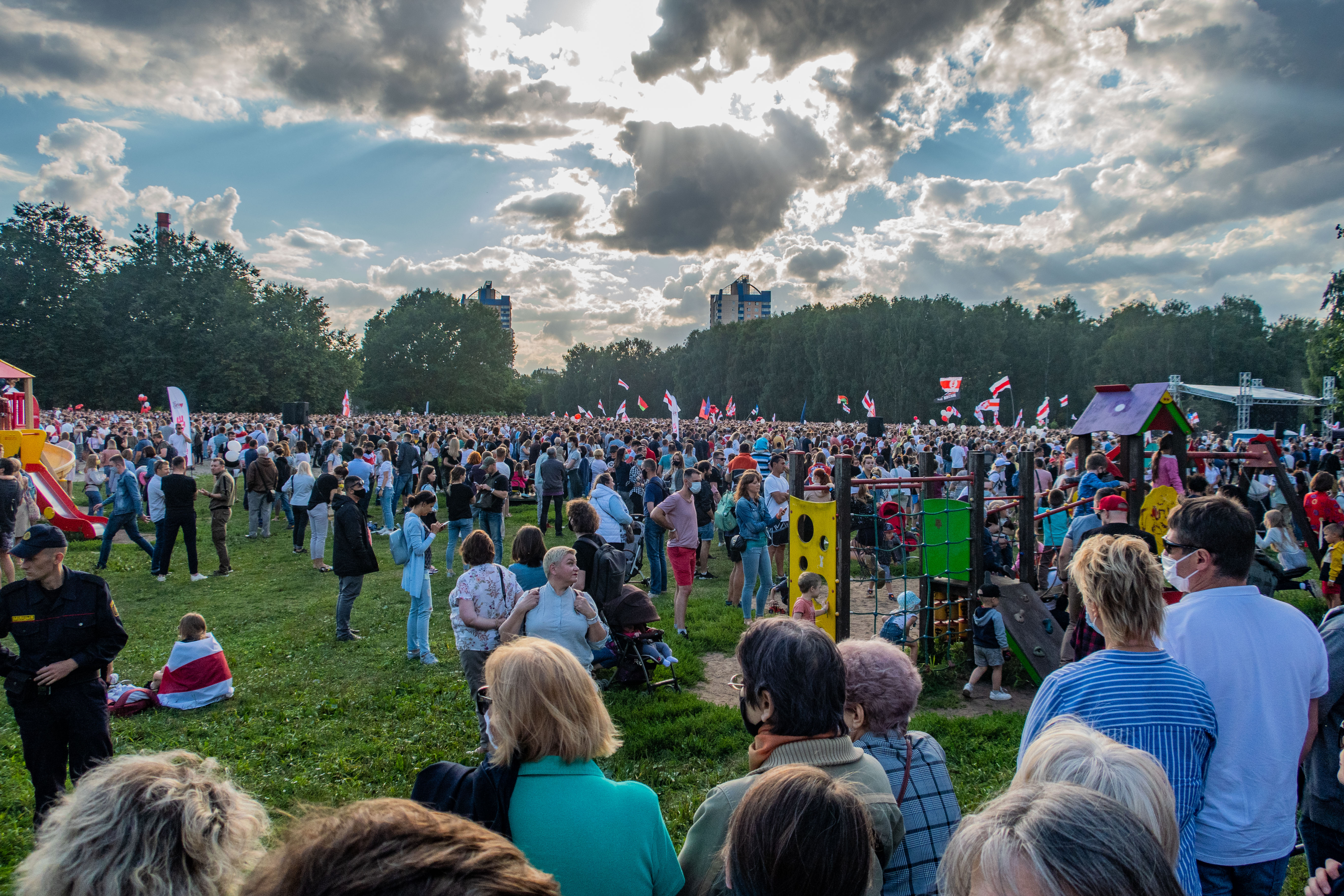
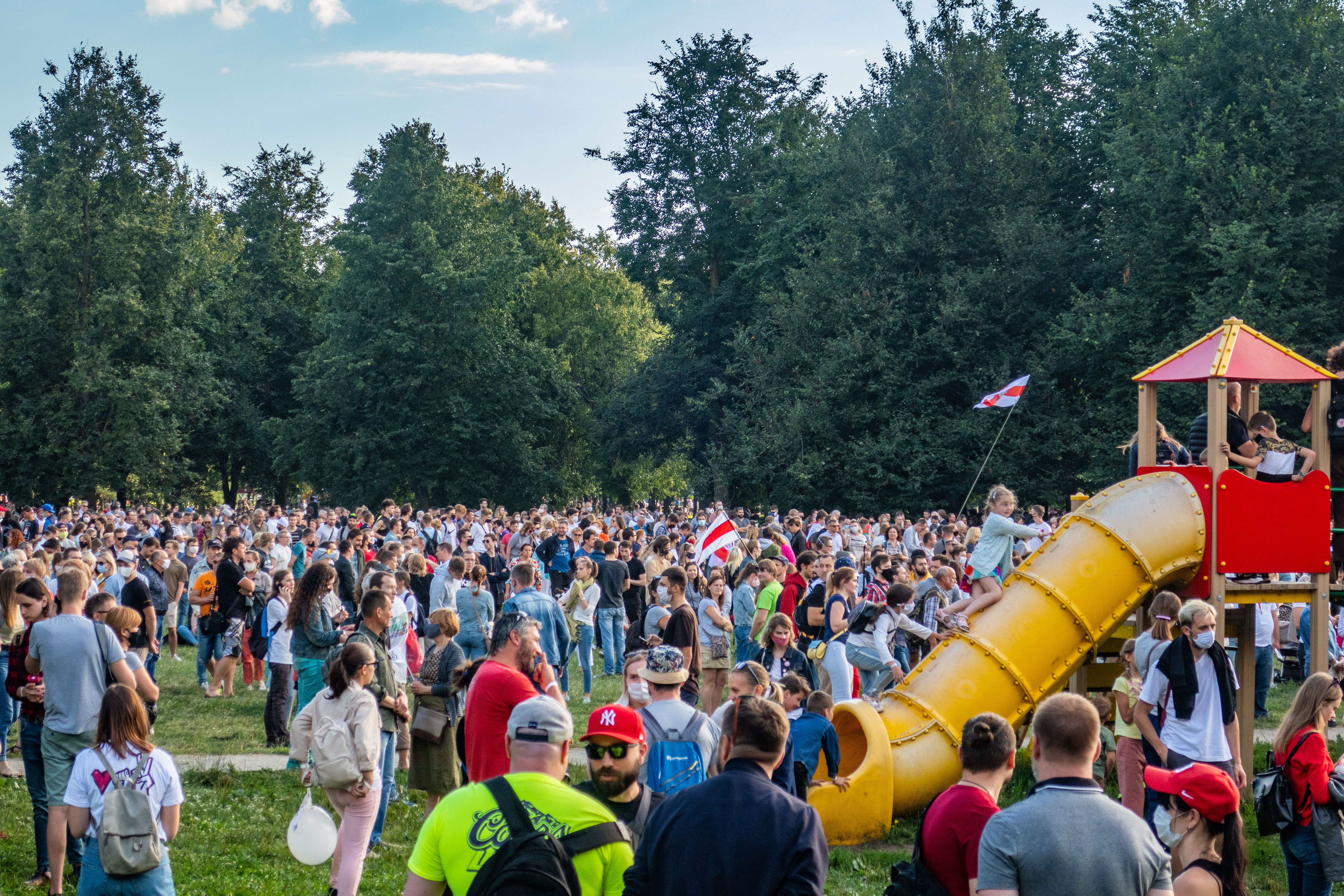
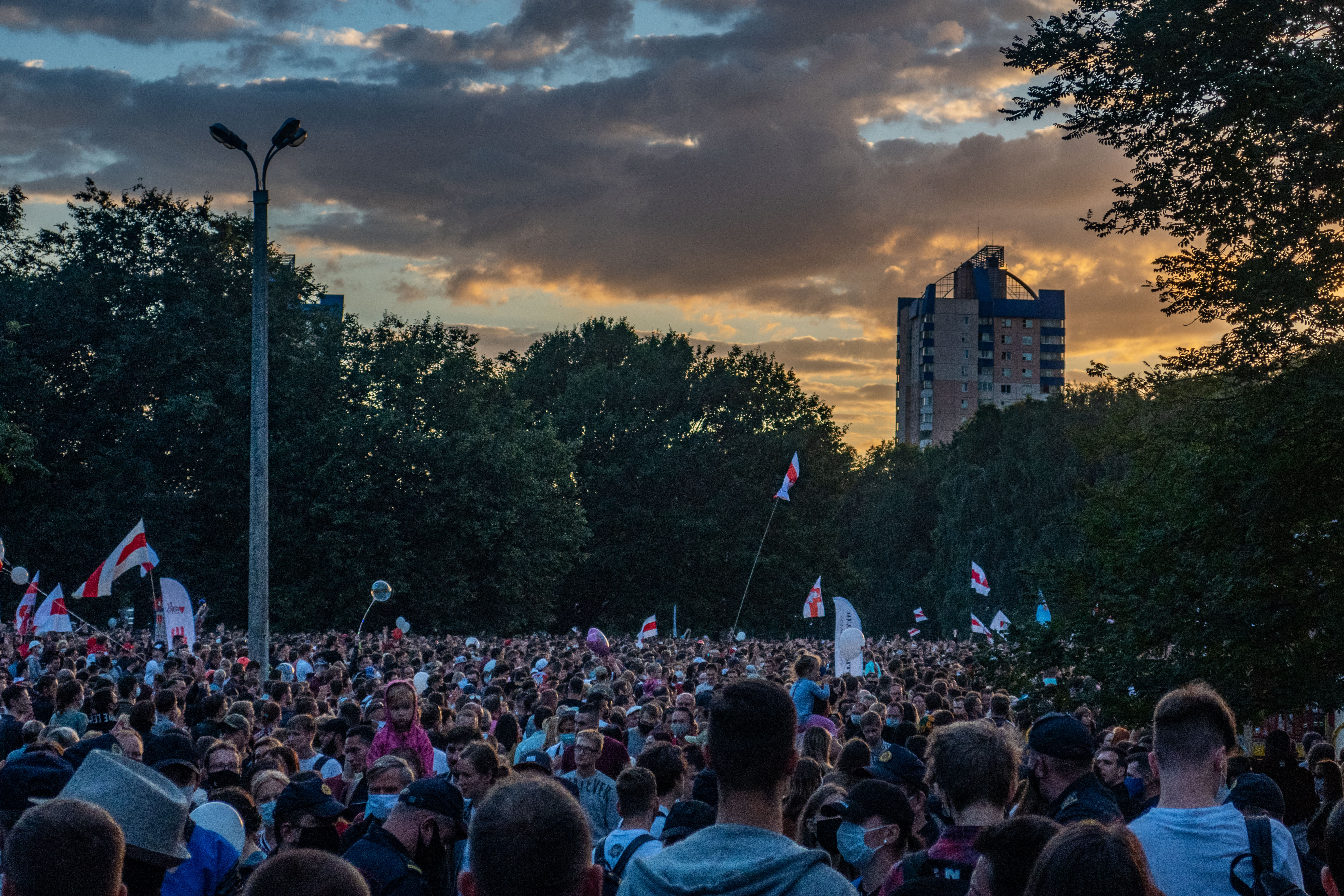
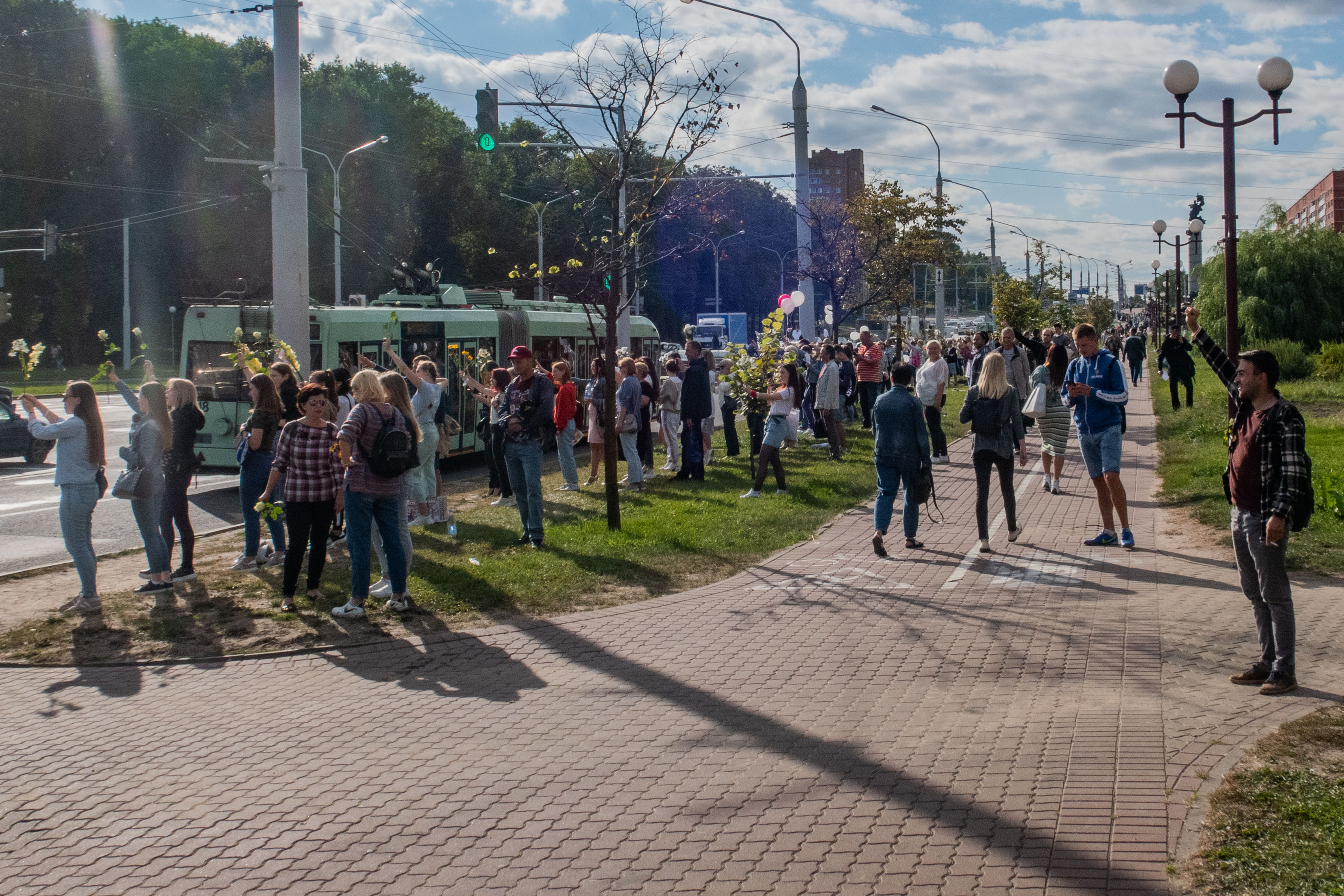
تظاهرات همبستگی در مینسک ۱۳ اوت
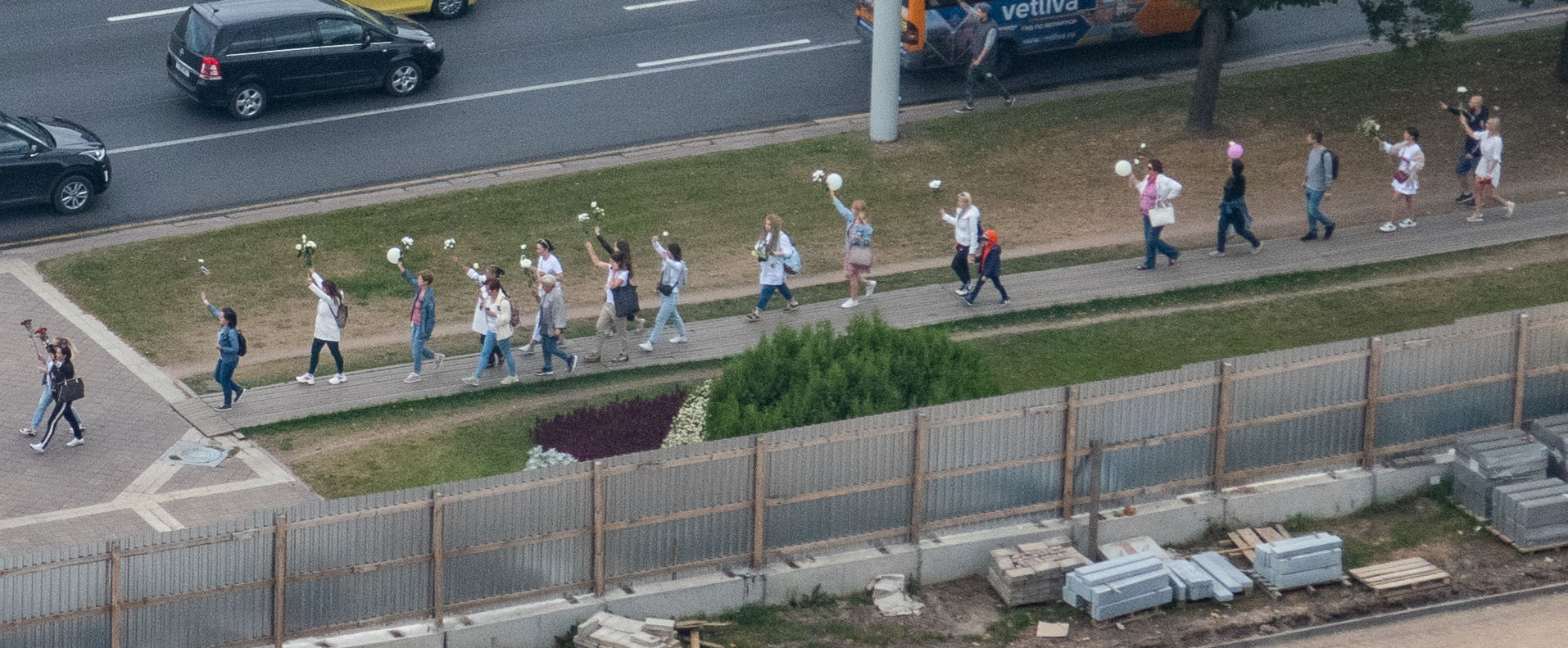
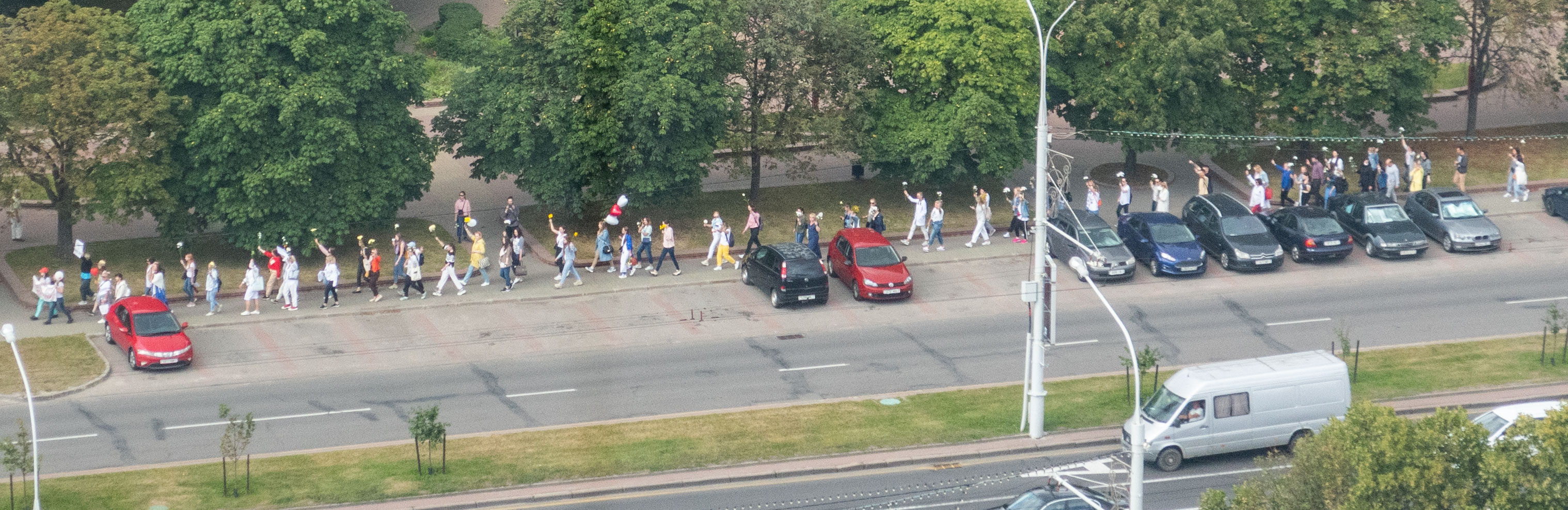
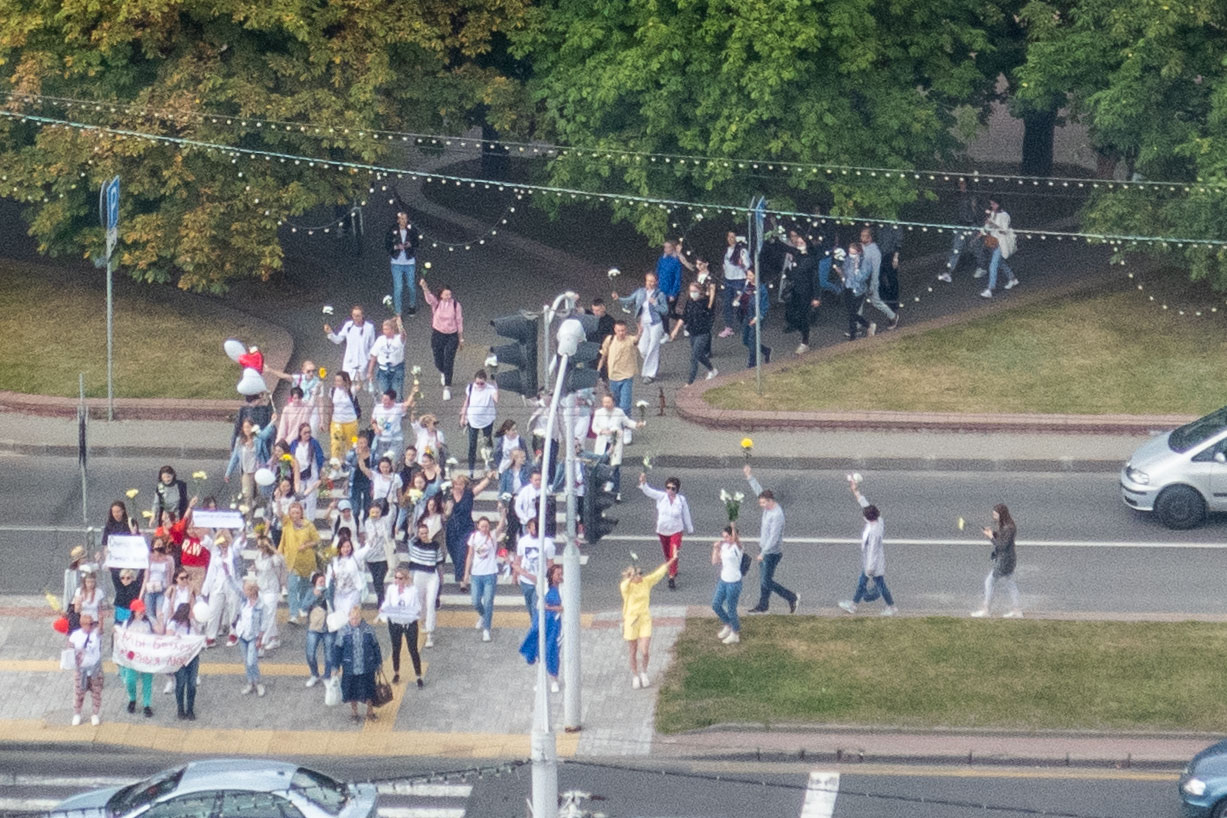
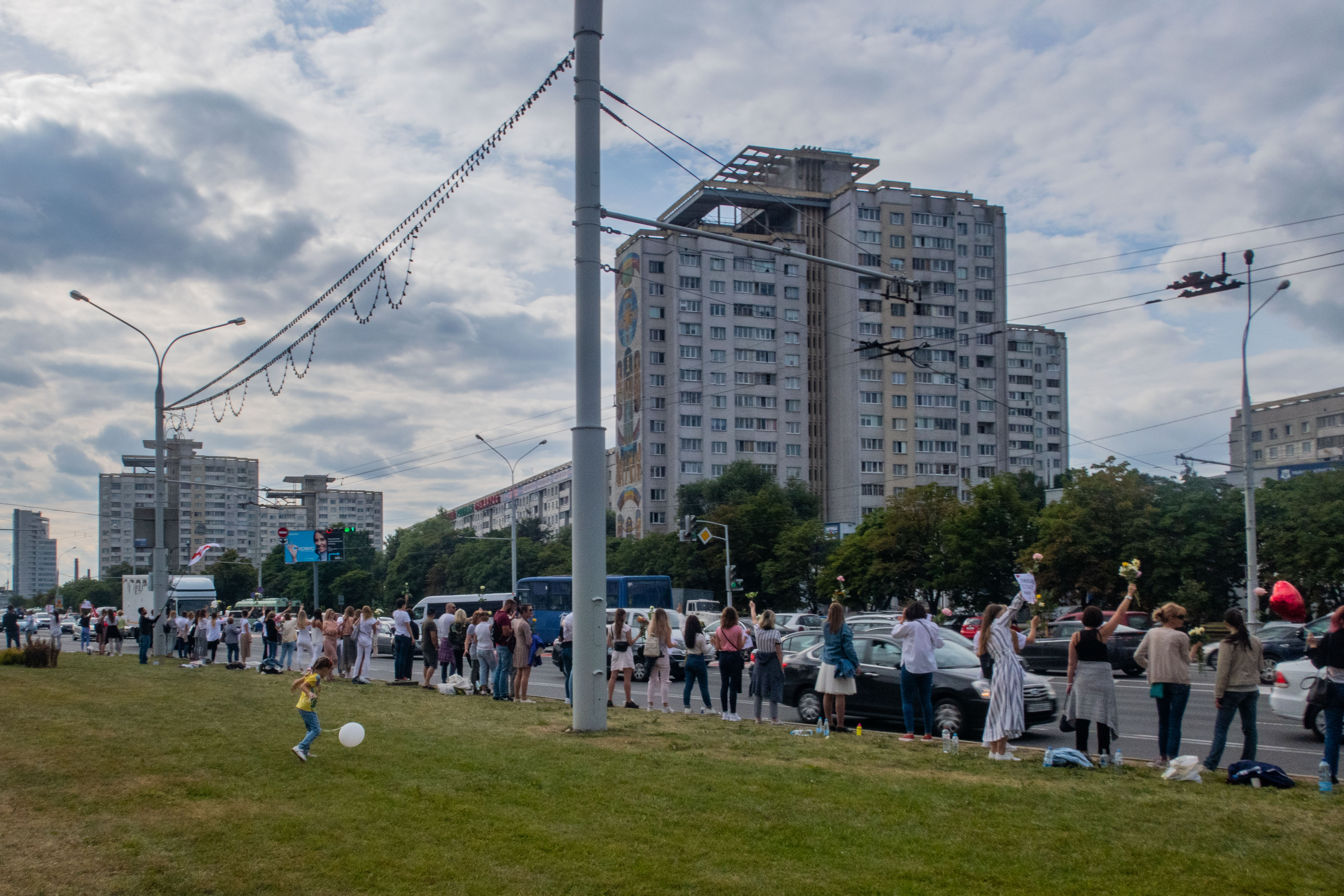
تظاهرات همبستگی به صورت صف در مینسک ۱۳ اوت
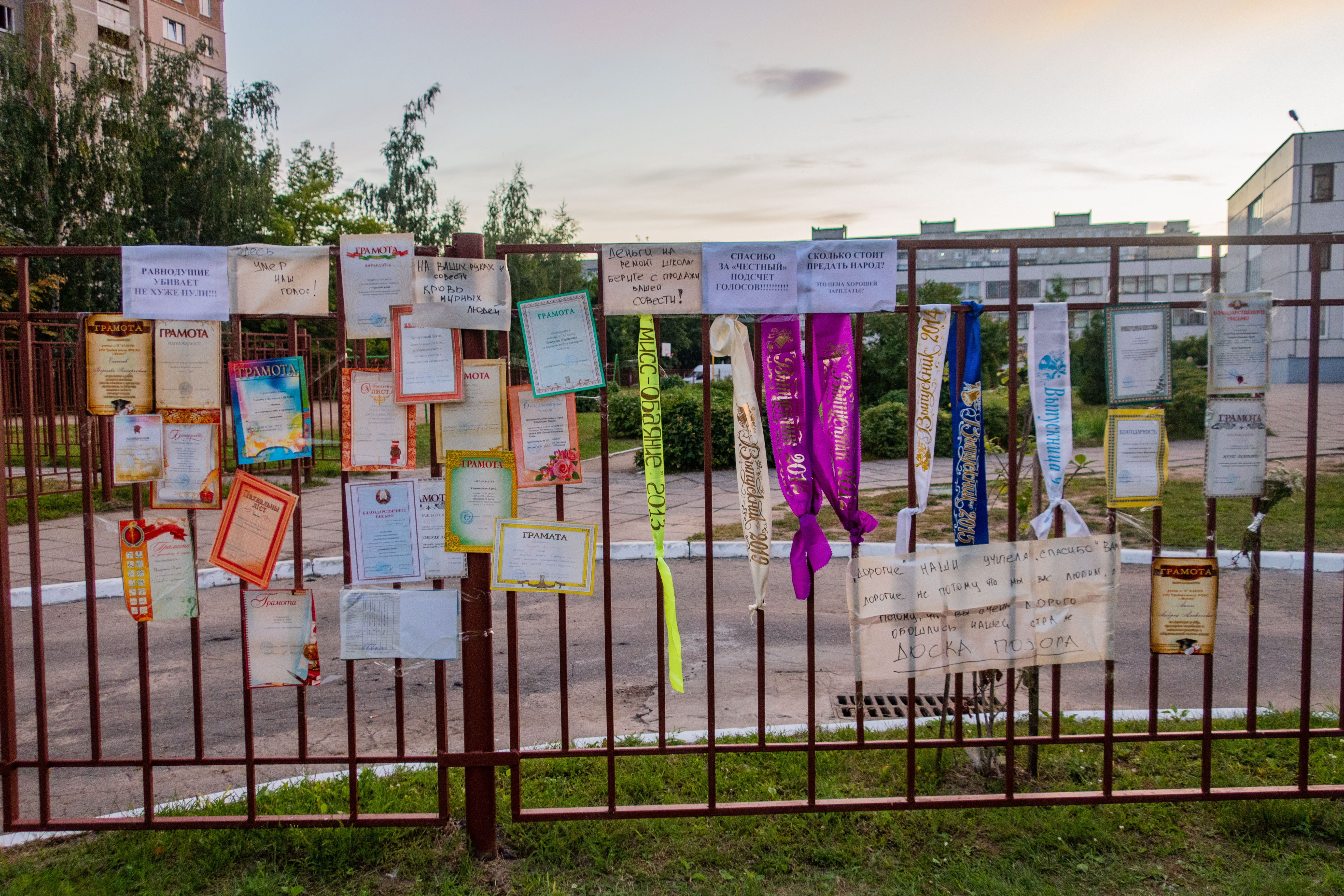
«دیوار شرم»  که با گواهینامه‌های فارغ‌التحصیلی صادر شده جعلی توسط معلمان این مدرسه ایجاد شده‌است.
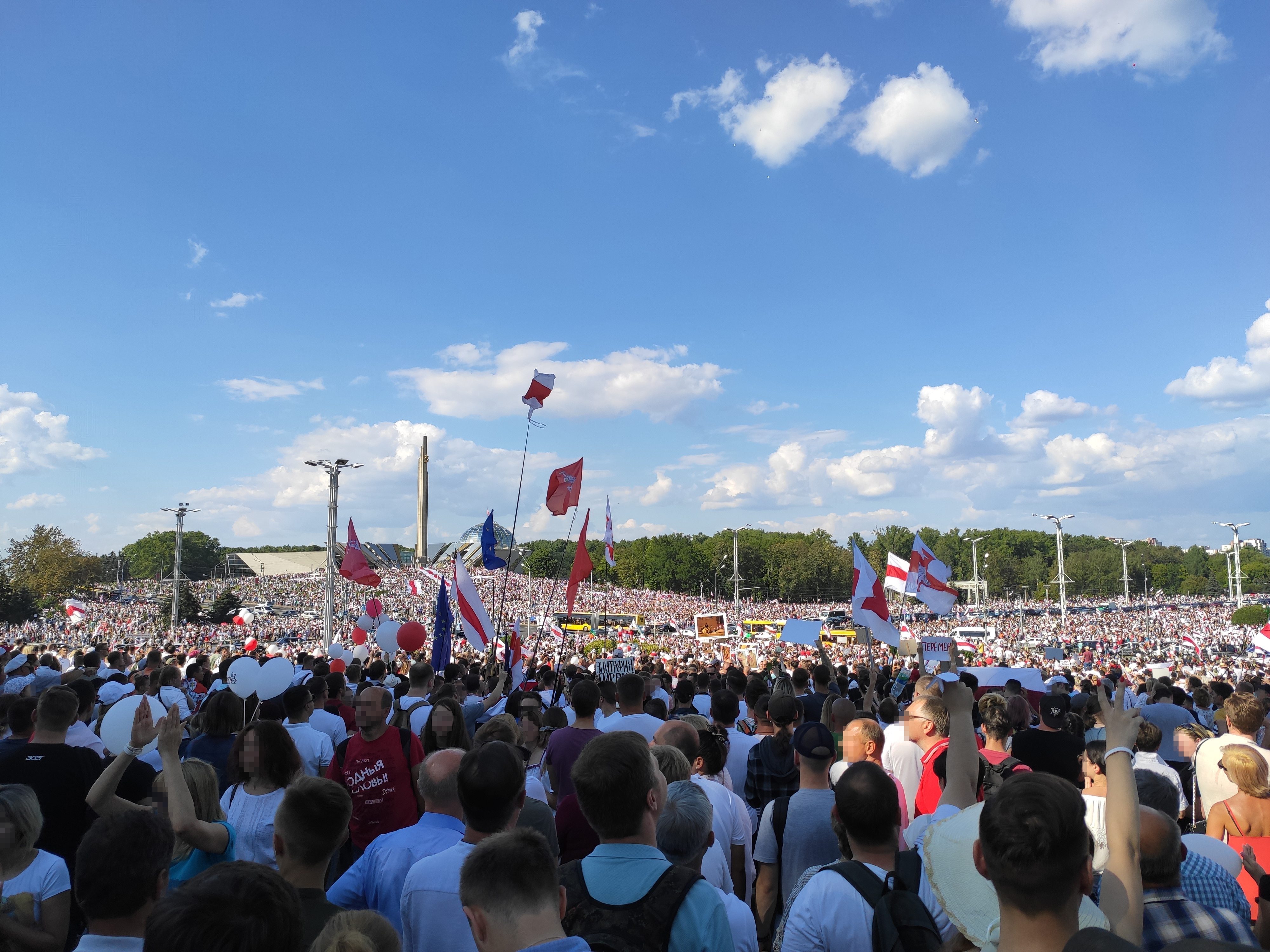
تظاهرات علیه لوکاشنکو
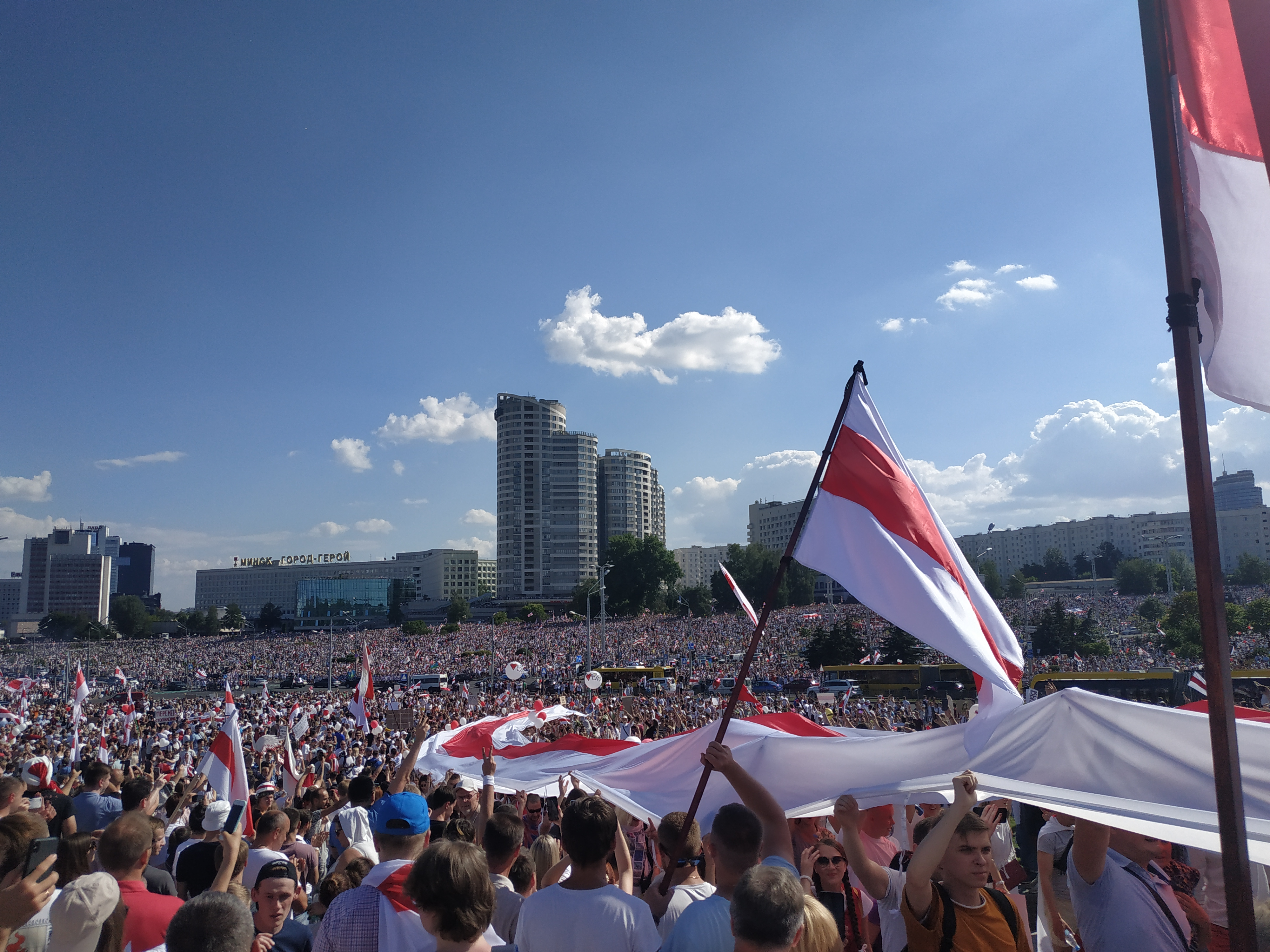
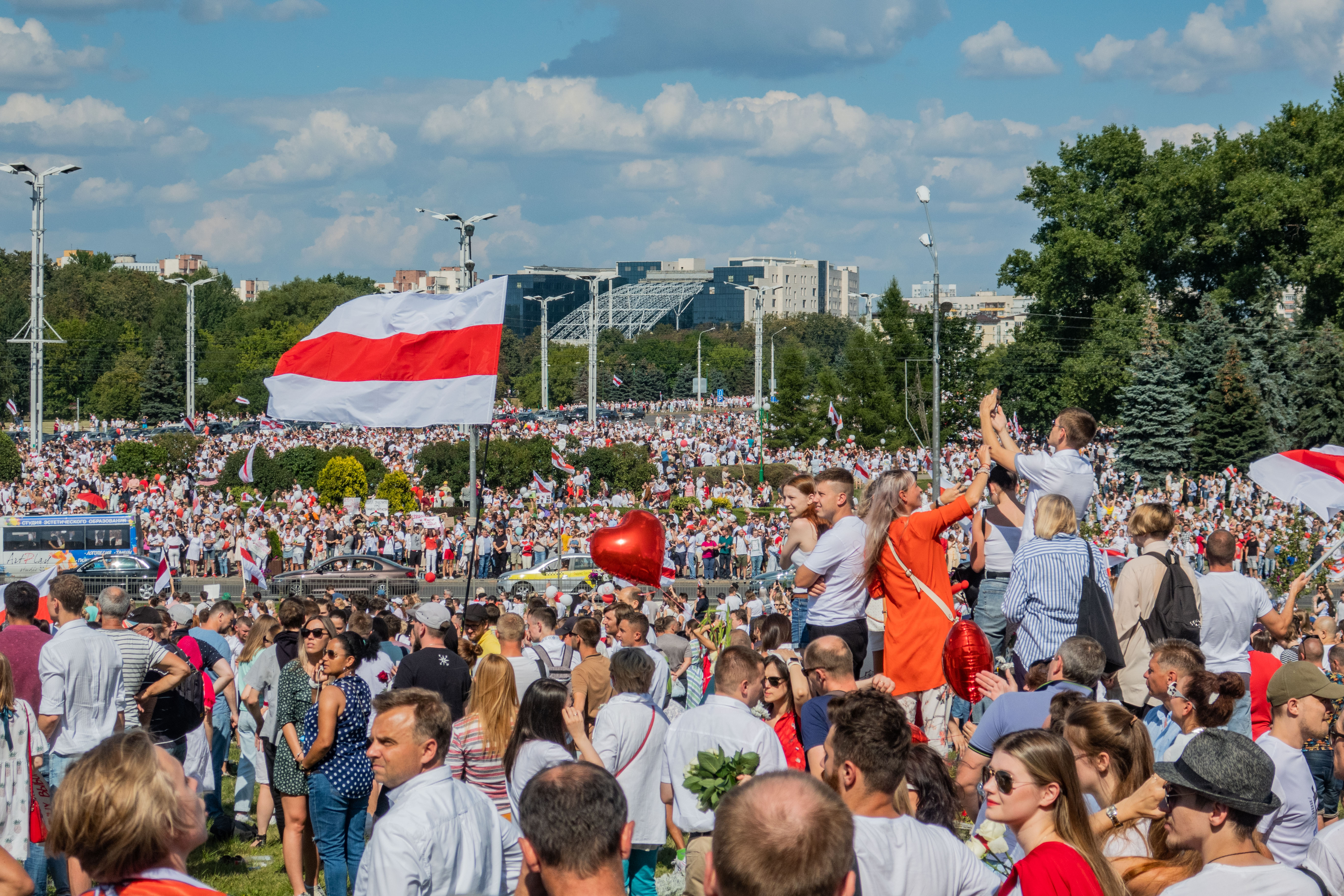
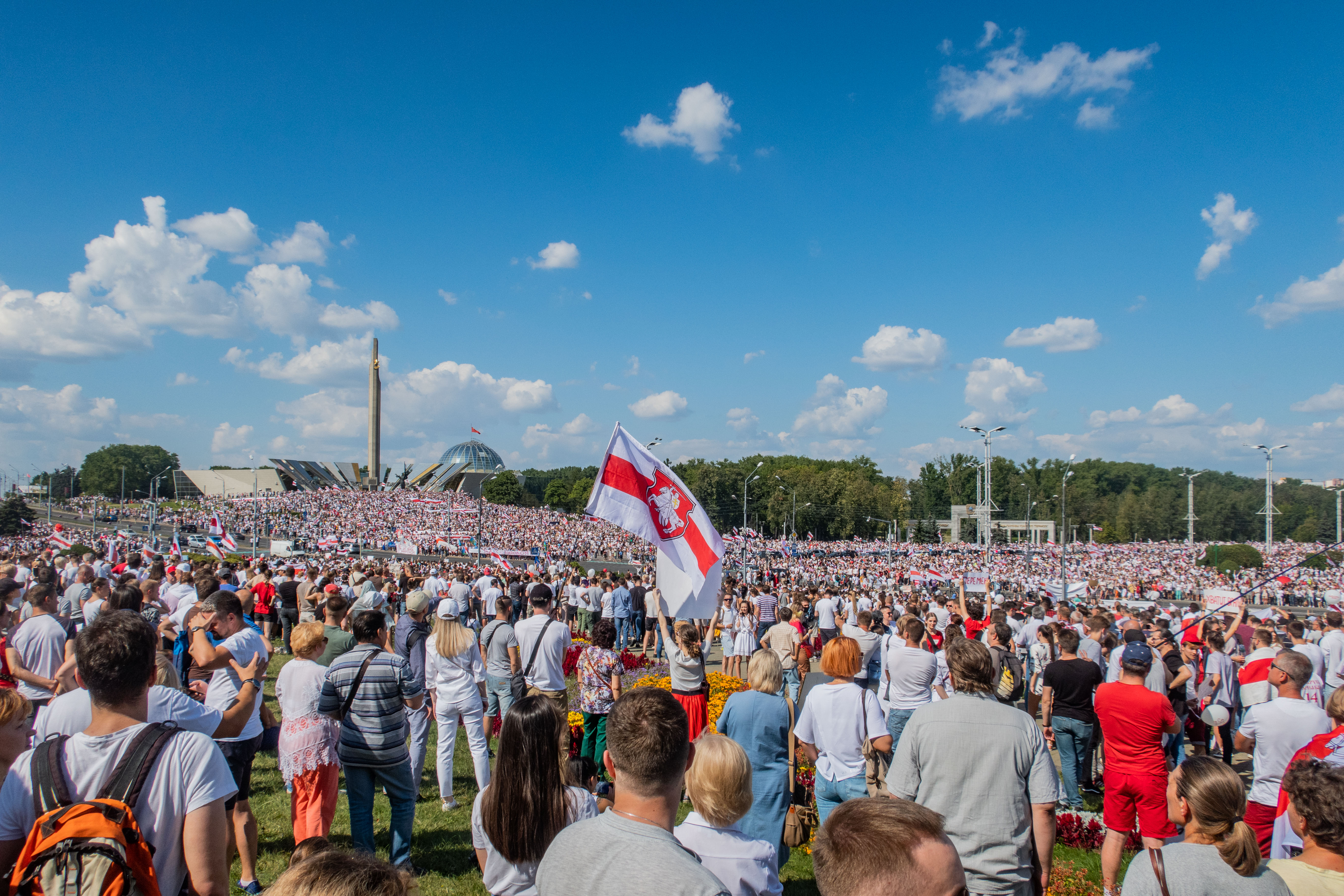
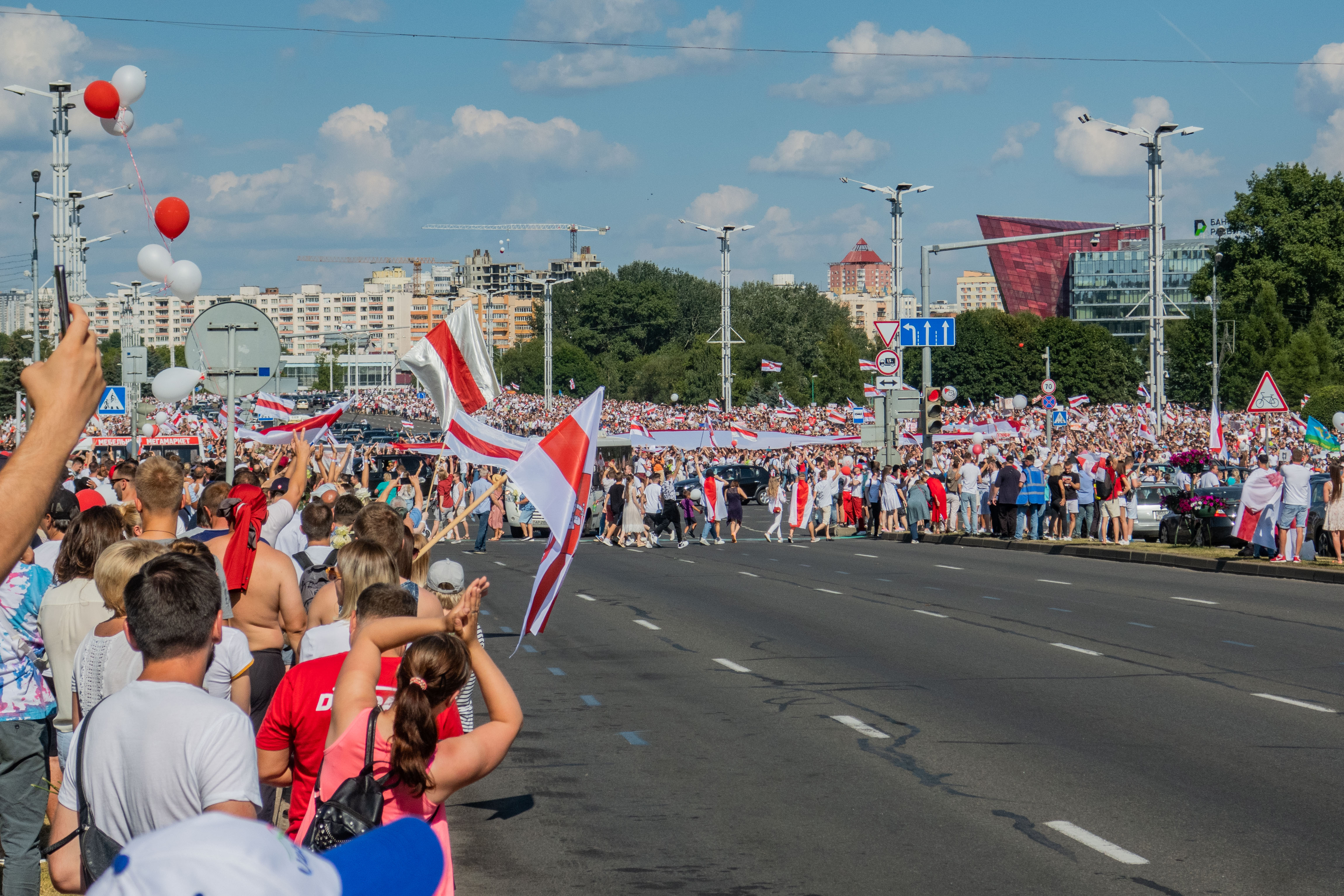
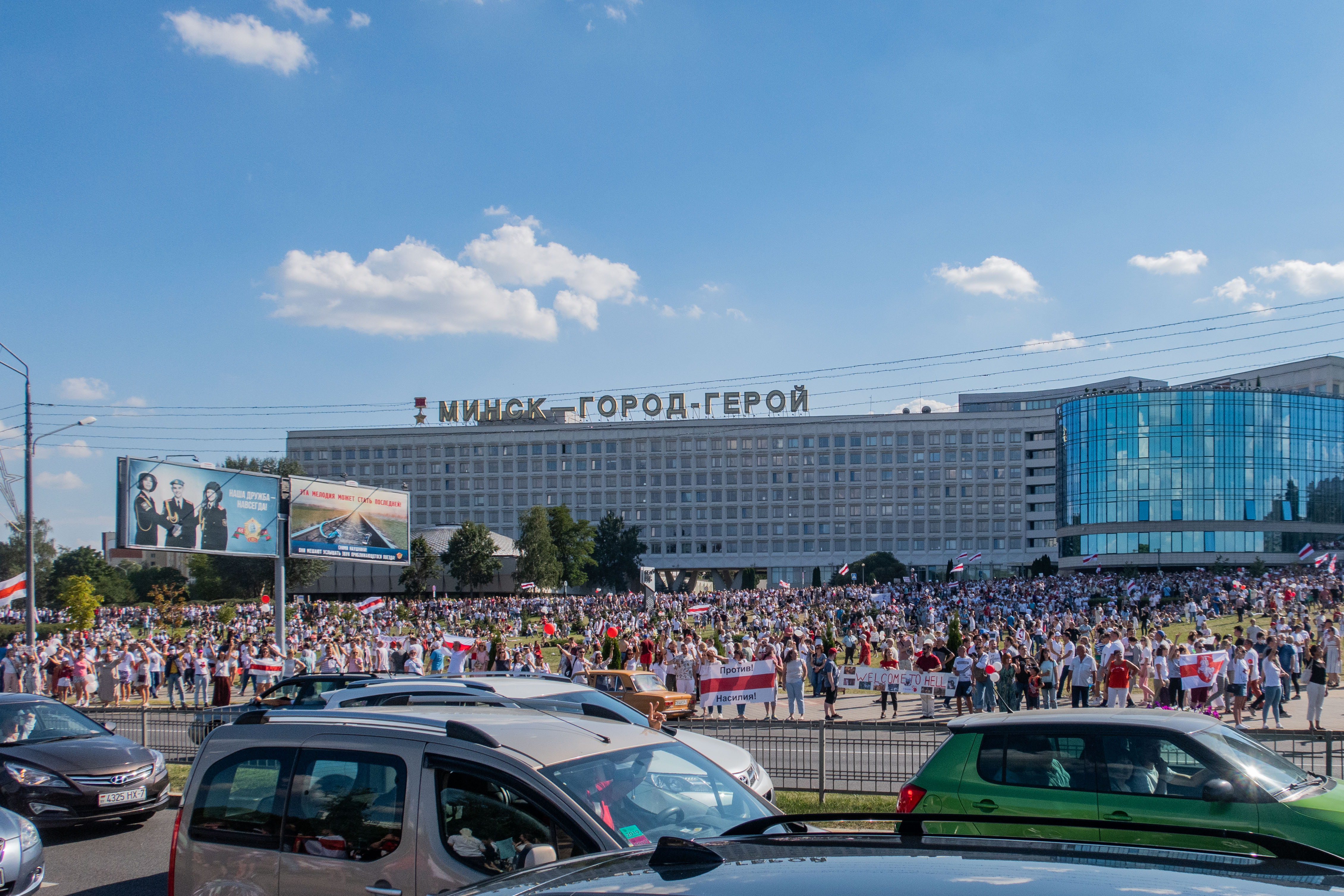
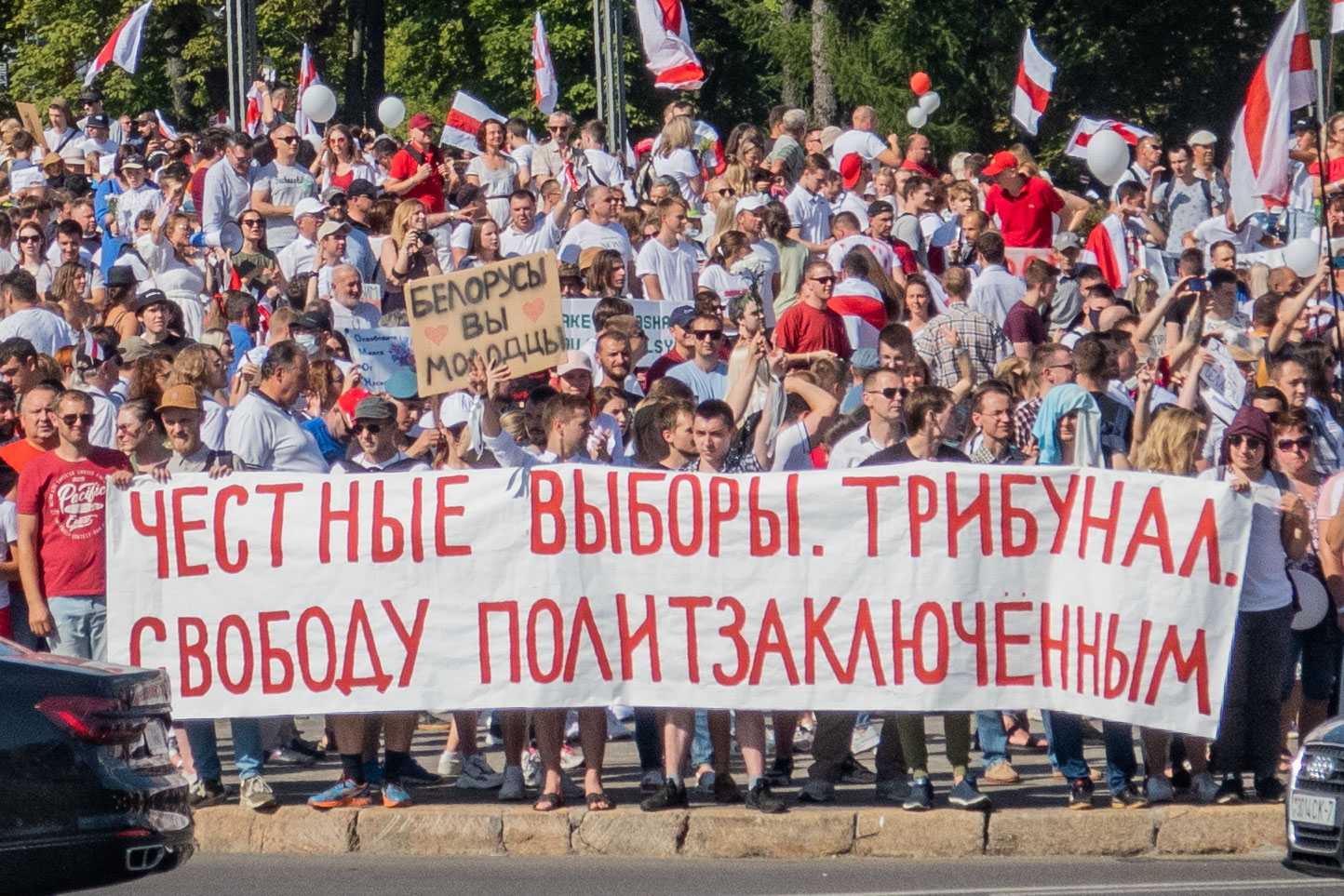
پوستر تظاهرات که خواستار آزادی زندانیان شده‌اند، ۱۶ اوت